# Hektor (videogioco)
Hektor è un videogioco d'avventura, prodotto dalla Rubycone Games, neosviluppatrice indie, e messo in commercio attraverso Steam nel 2015.

## Trama
Il gioco, ambientato durante la guerra fredda, narra di un detenuto di una prigione militare di nome Hektor. Dopo anni e anni di torture, il detenuto è afflitto da diversi disturbi mentali, che causano allucinazioni. Misteriosamente liberato, il detenuto dovrà farsi strada nella prigione oramai abbandonata e verrà catapultato in una storia di violenza, abusi e razzismo. Armato di una sola torcia e di un accendino, il detenuto dovrà capire quali sono i mostri reali e quali no...

## Modalità di gioco
Si tratta di un survival horror. Per il giocatore non è possibile difendersi dai nemici ma bisogna essenzialmente scappare e nascondersi. È stato acclamato dalla critica come uno dei miglior horror psicologici degli ultimi anni.